# Jean-Claude Morice
Pour les articles homonymes, voir Morice.
 (février 2016).
Jean-Claude Morice est un artiste plasticien français, né en 1939 à Authon-du-Perche (Eure-et-Loir). 
Il vit et travaille à Chartres (Région Centre).

## Biographie
Après des études secondaires au lycée de Châteaudun, Jean-Claude Morice s'inscrit en lettres modernes à la Sorbonne. Il suit parallèlement les cours de dessin de la Ville de Paris, ce qui lui permet d'accéder à une formation d'enseignant et de devenir professeur agrégé d'arts plastiques. Rapidement, il participe à la formation d'enseignants dans sa discipline. Très jeune, il avait été intéressé par les travaux de Tomas Divi, un peintre réfugié espagnol qui lui avait montré une voie possible de la modernité en peinture. Plus tard, il fait de fructueuses rencontres, notamment avec Raoul Lazar, Philippe Lepâtre, Pascal Mahou, Denis Roche et James Guitet. Il a également côtoyé des amis écrivains avec lesquels il a collaboré. 
Avec Serge Cabioc’h, il a réalisé deux albums jeunesse parus aux éditions Laurence Olivier Four. Avec Isabelle Jan il a été responsable de la « petite collection » éditée conjointement par les éditions Calmann-Lévy / Réunion des musées nationaux de 1995 à 2005. Actuellement Jean Claude Morice travaille sur le thème des friches industrielles. Ses travaux sont visibles à la galerie Artémise à Rémalard (Orne) et à la galerie Ruffieux-Bril à Chambéry.

## Travaux
Jean-Claude Morice a toujours travaillé par cycle, sur des thèmes qui s'imposent à travers des voyages, des réflexions, des rencontres.  Attentif aux mouvements contemporains, à sa propre histoire, il utilise pour peindre autant des transformations géométriques : translation, rotation, retournement, que des enchaînements répétés d'exécution.

### Les drapeaux (années 1970
Travail d’empreintes, de pulvérisations sur papier chiffon, papier buvard, voilages ou toiles libres. Diviser la surface est plus important que composer pour la fabrication de drapeaux de territoires inconnus, de manifestations oubliées. Dès le début de ces années apparaissent des choix techniques et des mises en œuvre qui évolueront discrètement dans les cycles suivants: diversité des matériaux pour les supports avec un attrait particulier pour les papiers, les produits couvrants plus liquides que pâteux. Au même moment Morice met en place des procédures qui vont s'affirmer avec le temps : organisation des espaces peints à partir d'opérations géométriques et métriques simples, d'enchaînements, d'interventions plus ou moins définis, suivis de variations. (Entretiens de Morice avec Gérard Dufresne)

### Les comptes (années 1980)
Travail d'écritures et de bains successifs sur papiers divers, sur toiles libres, accumulation plus ou moins systématique et ordonnée de graphes, de bâtons. Compter, en base dix, pour répéter, combiner. Varier topologiquement et morphologiquement les hachures pourvu que ça tombe juste : il faut bien trouver une raison pour arrêter la gesticulation. Comme pour les drapeaux inventer une histoire - mais plus celle des sept samouraï - de chapelier, de modiste, de petites choses.

### Les cartes (années 1990)
Travail de tracés sur des toiles non apprêtées, de bains de couleur suivis de séchages sur pré. Également des maquillages de plans ou de cartes routières qui renforcent l'aspect palimpseste de ces travaux. Les mondes cartographiques improbables de Morice relèvent du plan cadastral, de la carte d'état major, de celle de géographie physique, de la carte marine ou des relevés de l'archéologue. Nul repère aisément identifiable et pourtant, le spectateur voyage, il est quelque part parfois au milieu de nulle part mais toujours quelque part.

### Les Figures (années 2000)
La réalisation des travaux sur les figures a été le prolongement à la fois technique, plastique, ethnographique ou historique des travaux cartographiques. Tout comme les cartes de Morice sont des paysages imaginés au XXe siècle, les figures sont des portraits de ce début de siècle, conçus de la manière la plus archaïque possible, donc en pensant à l'art des cyclades, à la graphie des runes nordiques, aux bas-reliefs de la grotte de Bédeilhac en Ariège, à des figures complices comme celles offertes par des enluminures de moines celtiques de l'abbaye de Plougastel Daoulas ou bien les poupées kachina exposées un moment à la Vieille Charité à Marseille.

### Les campagnes d'Alexandre
Invité en 2011, à présenter une rétrospective de ses travaux sur les cartes à Chartres, aux Archives Départementales, Jean-Claude Morice décide de tenter la combinaison du paysage et de la figure humaine. Ainsi s‘élabore l’importante série des campagnes d’Alexandre constituée d’une trentaine de pièces. Le thème vient d’un intérêt particulier pour Alexandre le bâtisseur, sans doute ravivé par des lectures et des émissions radiophoniques. Des cartes Michelin constituent des fonds, après avoir été voilées par un lait blanc dilué. Morice reprend alors quelque chose qui depuis toujours le fascine et qui apparaît dans les travaux de Cy Twombly comme dans ses comptes et ses cartes : des petits graffitis à moitié illisibles mais qui sont là comme des traces porteuses de sens. Pour le cartographe, comme pour le stratège ces marques, surtout quand elles sont exécutées par des militaires et des géomètres, ont des fonctions précises : localiser, inventorier, valider, renseigner, compter. Les figures des arpenteurs dérivées de signes runiques, celles des hoplites résumées à leur casque sont alignées en phalanges. L’artiste peut alors commencer l’envahissement, côté nord, du bassin méditerranéen par Alexandre.

### Les bâtis: POS - maisons friches (années 2010)
À partir des vues aériennes que sont les cartes, Jean-Claude Morice procède à des changements d’échelle. A l'aide de collages de papiers colorés, par des effets de zoom, il donne à voir des portions de territoire de plus en plus restreints : les POS. Le bâti qui structure l’espace; la rotation sur les quatre points cardinaux du tracé initial des constructions propose différents aménagements. Les variations sur les maisons renvoient d’abord à la séduction du peintre pour les constructions en bois norvégiennes et à l’utilisation première du rectangle de Mark Rothko. Dans les maisons comme actuellement dans les friches il y a une combinaison de points de vue aériens et de points de vue terrestres. La gouache et la mine graphite sont maintenant utilisées autant que l'acrylique sur des papiers d'emballages recyclés.

## Expositions

### Expositions collectives
Espaces culturels
- 2013 : Chartres, j'aimebeaucoupcequevousfaites, Médiathèque
- 2013 : Chartres, Face et profil, Archives départementales
- 2010 : Chartres, Le monde à l’envers, Archives départementales
- 2007 : Chartres, Dessins de mémoire, Archives départementales
- 1992 : Espace Art Brenne, Paysage en exergue, FRAC Centre
- 1987 : Guéret, Mois des arts plastiques
- 1987 : Arras, Noroît du construit à la lettre
- 1986 : Blois Fondations
- 1985 : Chartres Musée des beaux-arts
- 1984 : Orléans, Situation 1
- 1984-83-82 : Paris, Réalités nouvelles
- 1983 : Vendôme, Arts plastiques au quotidien
- 1983 : Tours, Art vivant din 21/29,7
- 1982 : Paris Biennale, Lieux d'artistes (Galerie 30)
- 1982 : Tours, Tours multiples, Confrontation-génération
- 1981-80 : Paris Salon de Mai
- 1980 : Grenoble, Actualités du dessin
- 1979 : Villeparisis, Travaux sur papier
- 1978 : St Pierre des Corps, Centre culturel, avec Raoul Lazar

Galeries
- 2005 : Rémalard galerie Artémise
- 1988 : Lorient galerie Art Contemporain
- 1985 : Paris rue Ripoche Peintures, cartes, notes
- 1983 : Paris galerie Regards P. Boissier
- 1982 : Paris galerie 30 Signes en différent
- 1981 : Rouen1981 Rouen galerie H.L. Charras

### Expositions personnelles
Espaces culturels
- 2012 : Chartres, Arpentages, Archives départementales[9]
- 2007 : Mainvilliers Bibliothèque
- 2004 : Espace Taugourdeau, Variations
- 2001 : Chartres Lycée Fulbert, L’œuvre au noir, directeur Gérard Dufresne
- 2001 : Chambéry Espace Malraux
- 1993 : Tours IUFM, un mois une œuvre
- 1983 : Paris FIAC galerie Regards[10]

Galeries
- 2015 : Rémalard, galerie Artémise
- 2014 : Chambéry, galerie Ruffieux-Bril[11]
- 2006 : Orléans, Librairie Les Temps modernes
- 2005 : Rémalard, galerie Artémise
- 2001 : Chartres, Librairie Legué, directeur Jean de Montchalin
- 1988 : Bergen, galerie Verftet Hordaland Kunstner Sentrum
- 1986 : Paris, galerie Regards
- 1980 : Rouen, galerie H.L. Charras

### Collections publiques
- Musée des beaux-arts de Chartres.
- Orléans, Fonds régional d'art contemporain[12].
- Paris, Fonds national d'art contemporain.
- St Pierre des Corps, Centre culturel.
- Villeurbanne, Artothèque.

## Vidéos
- Jean-Claude Morice, entretiens avec Gérard Dufresne, réalisation Gérard Dufresne, 2013[13].
- Les Cartes dans la peinture, réalisateur Franck Perrot, 2012.
- Jean-Claude Morice à l’atelier puis quelque part dans un champ, réalisateur Dany Spianti, réalisation technique @teliers43, 1985.